# Hans Moritz Hauke

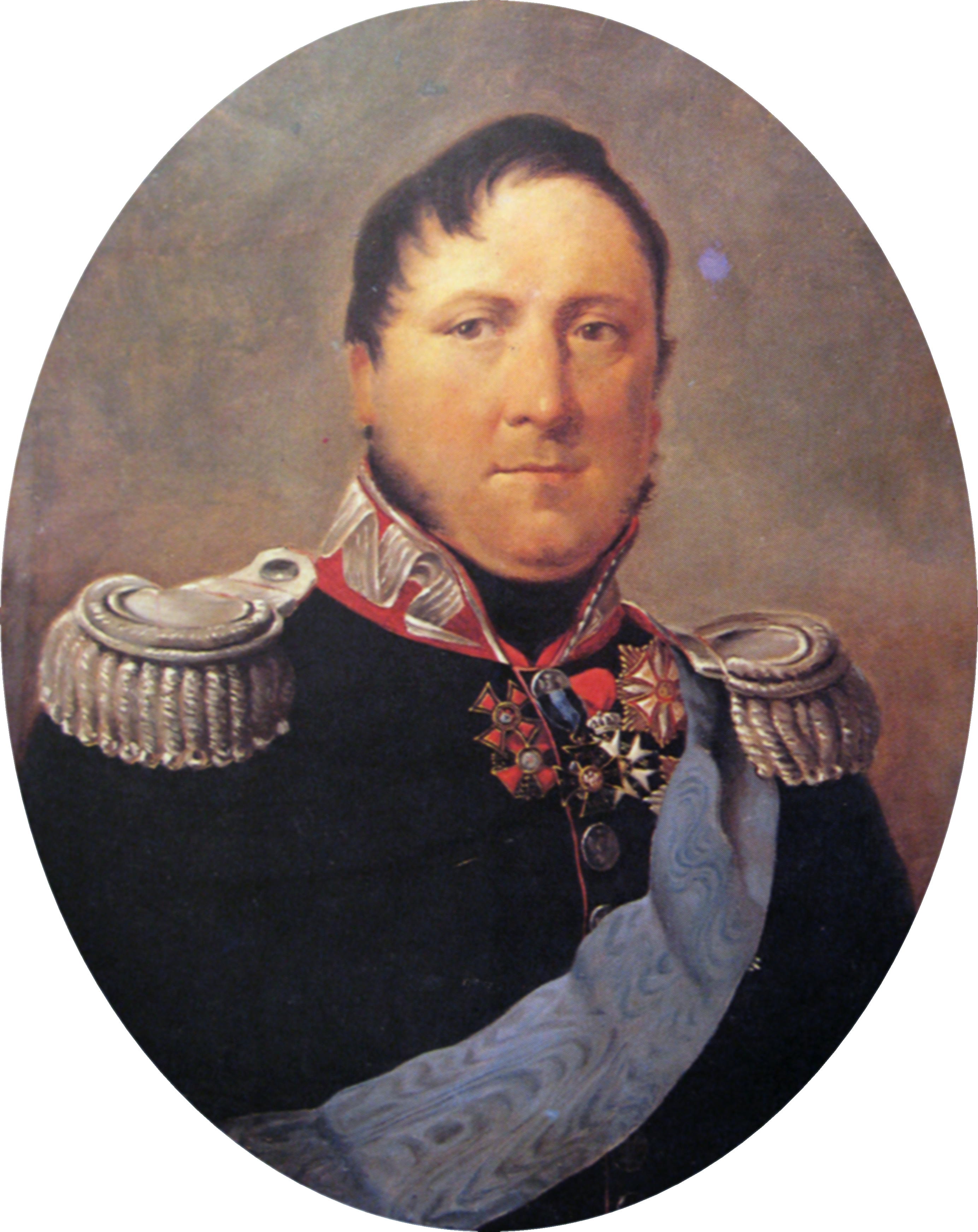
Hans Moritz Hauke

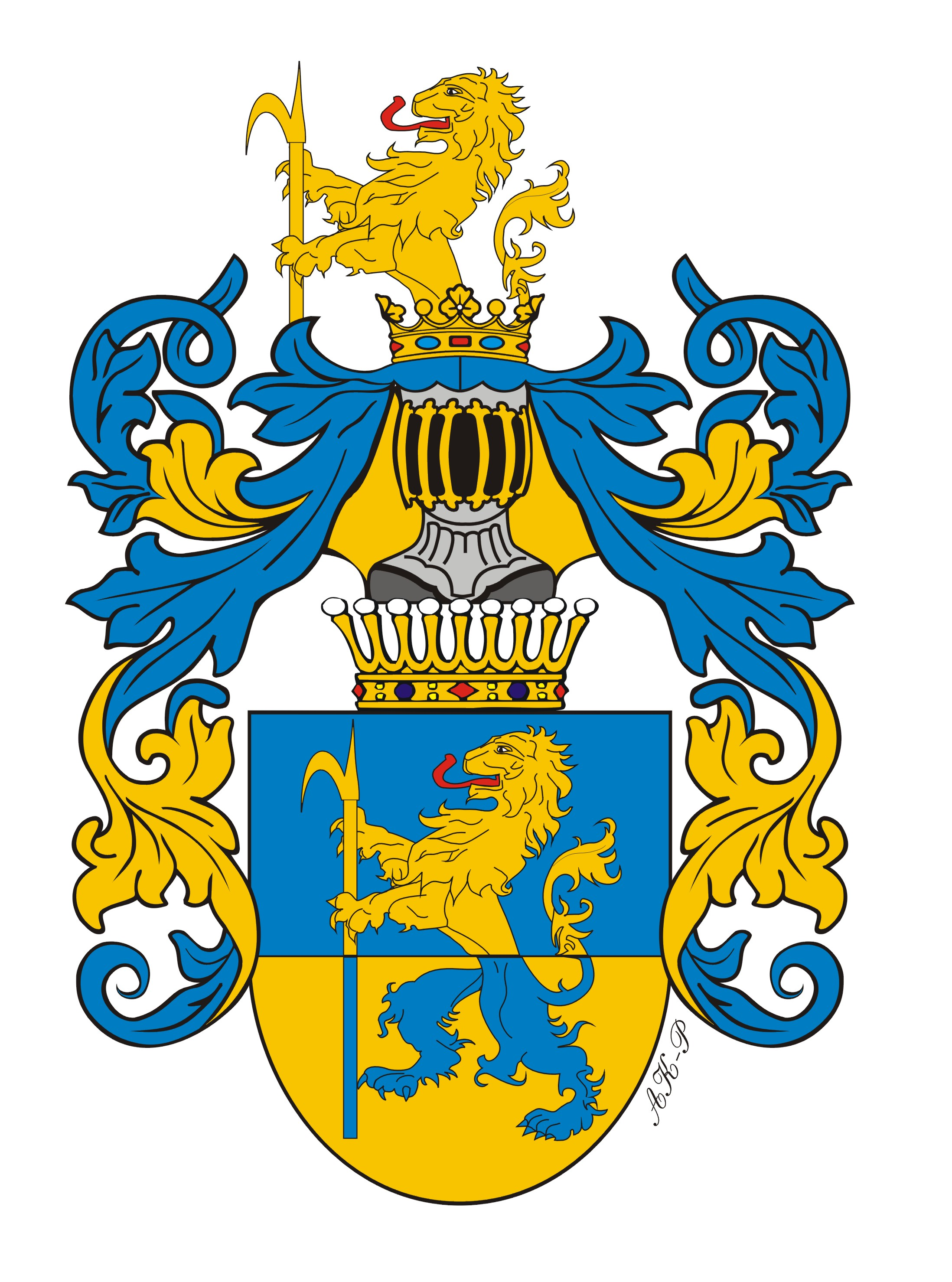
Das gräfliche Wappen der Hauke-Bosak (1829)

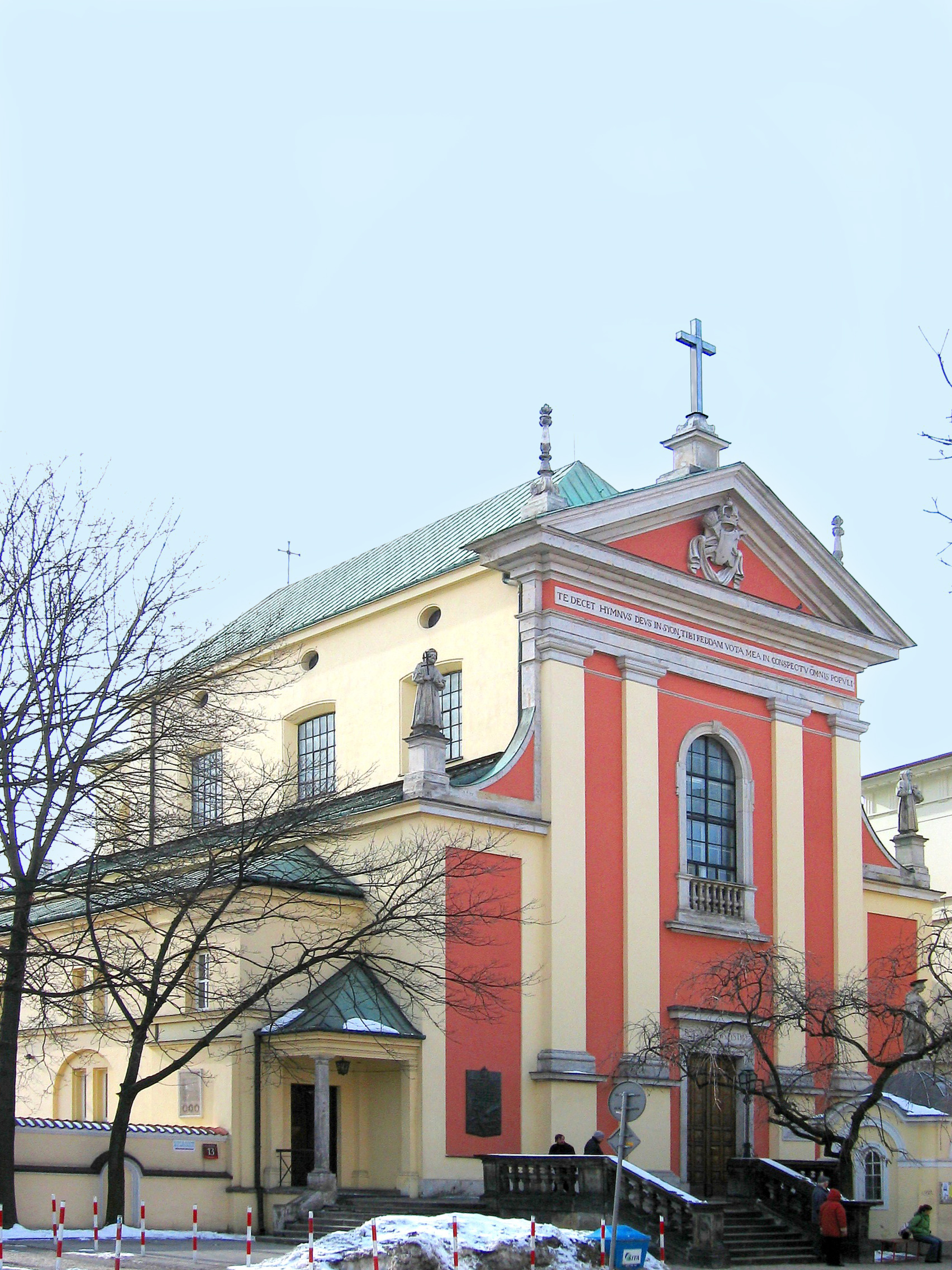
Die Warschauer Kapuzinerkirche

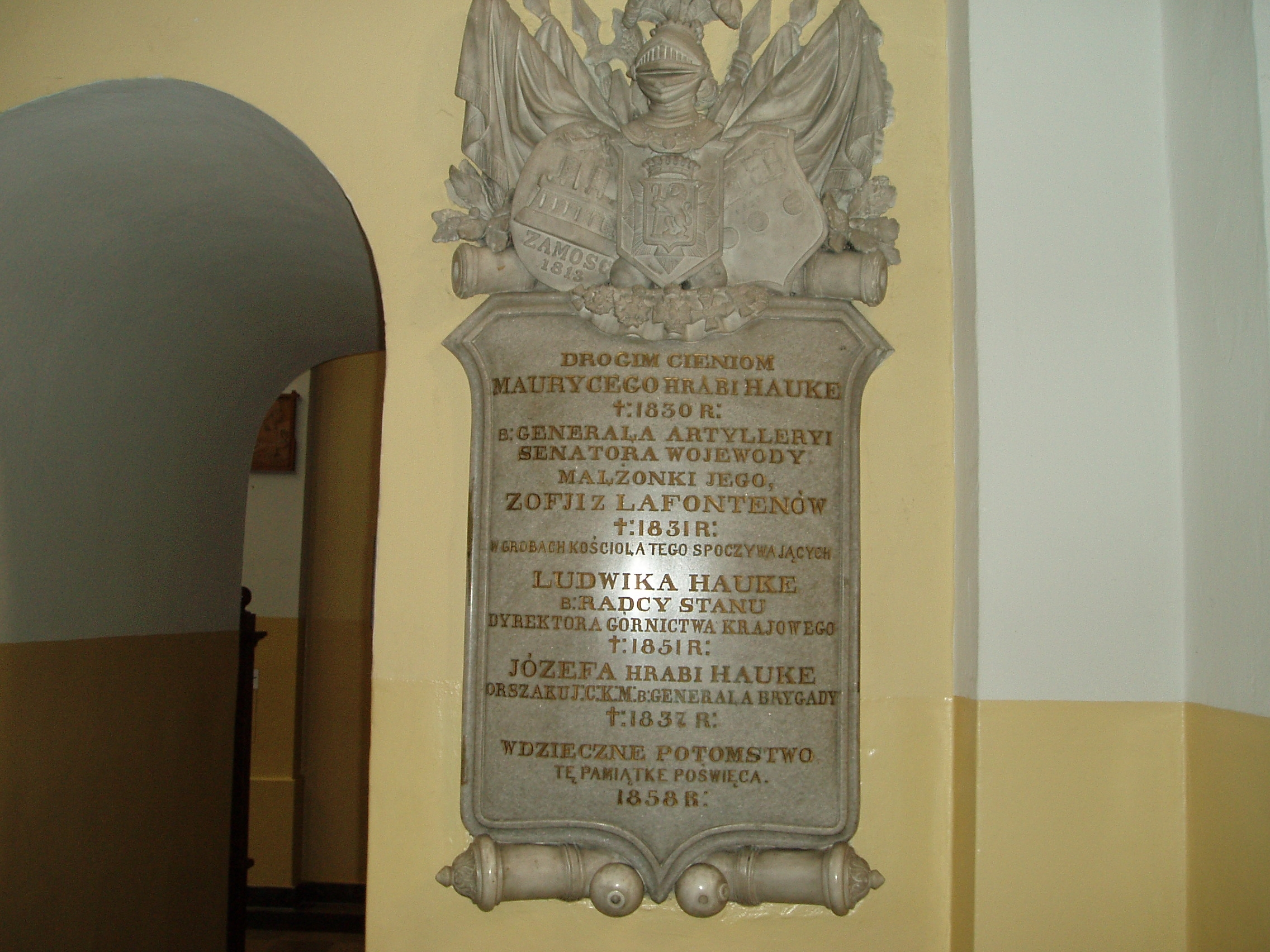
Epitaph für Hauck und seine Familie in der Kapuzinerkirche

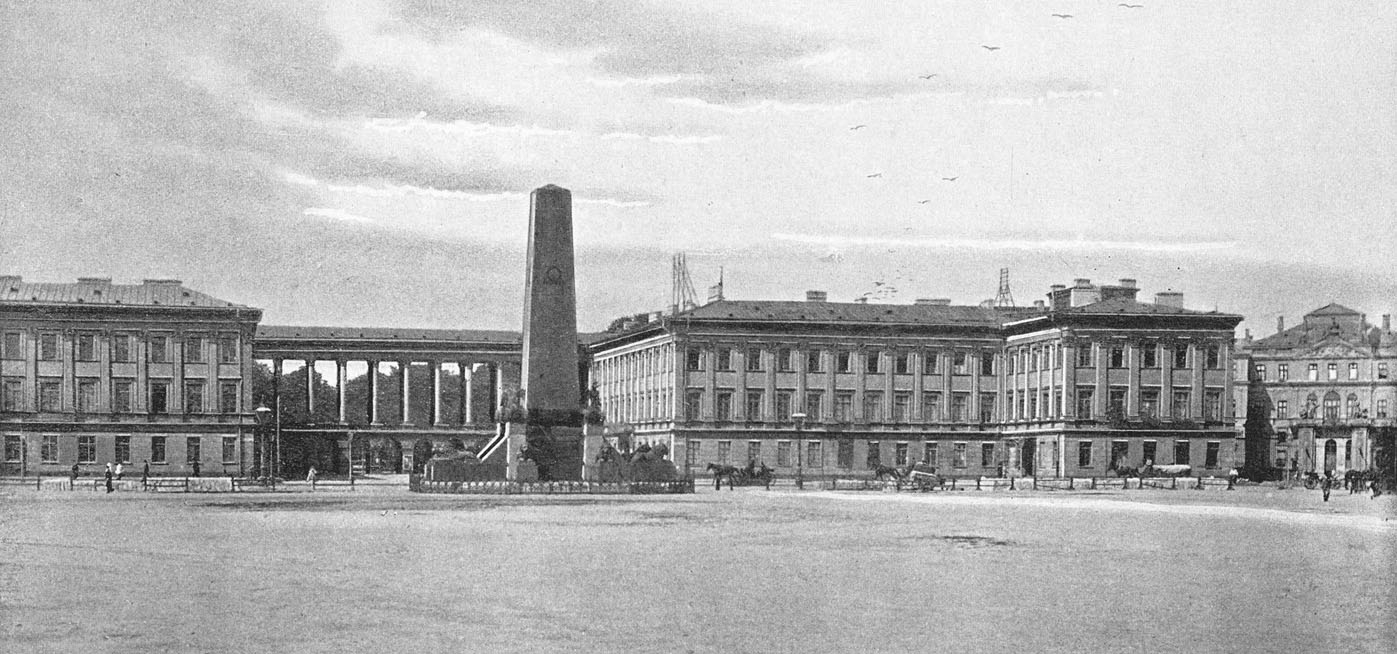
Der 1917 abgetragene Obelisk in Warschau an seiner ursprünglichen Stelle vor dem Sächsischen Palais

Graf Hans Moritz Hauke, polnisch Jan Maurycy Hauke (* 26. Oktober 1775 in Seifersdorf bei Dresden; † 29. November 1830 in Warschau) war ein polnischer Offizier deutscher Herkunft, der zum General und stellvertretenden Kriegsminister von Kongress-Polen aufstieg.

## Leben

### Herkunft und Jugend
Hans Moritz Haukes Vater Friedrich Karl Emanuel Hauke (1737–1810) – geboren als Johann Friedrich Michael Hauck – stammte aus Mainz; die Ursprünge der Familie lagen jedoch in Wetzlar. Er kam als Sekretär des sächsischen Grafen Alois von Brühl nach Dresden und später nach Polen. In Dresden traf er die aus Rechtenbach in der Südpfalz stammende Pfarrerstochter und als Kammerzofe im Palais Brühl arbeitende Maria Salomea Schweppenhäuser (1755–1833), die er heiratete. Um 1780 verkaufte Alois von Brühl seine polnischen Ämter und zog sich nach Sachsen zurück. Friedrich Hauke aber blieb wegen seiner bereits polonisierten Kinder in Warschau und eröffnete eine Privatschule. Später war er als Mathematiklehrer am deutschsprachigen „Königlich-Preußischen Lyzäum zu Warschau“ (gegr. 1805) tätig.
Das Ehepaar hatte sechs Kinder, von denen fünf in Seifersdorf zur Welt kamen, während das jüngste, Josef (1790–1837, späterer russischer General und Graf), in Warschau geboren wurde. Hans Moritz, ihr ältester Sohn, wuchs die ersten Jahre mit Carl von Brühl in Seifersdorf auf. Sein Patenonkel war Hanns Moritz von Brühl, der jüngste Sohn von Heinrich von Brühl, nach dem er auch benannt wurde. Carl von Brühl und Hans Moritz Hauke standen noch viele Jahre im Briefwechsel.
Hauke wurde in jungen Jahren Soldat; er trat 1790 als Leutnant in die polnische Armee ein und wurde an der Artillerieschule in Warschau ausgebildet. Am 15. März 1791 wurde er zum Oberleutnant und am 3. August 1794 zum Hauptmann befördert. Er kämpfte 1792 im Krieg gegen Russland und 1794 beim Kościuszko-Aufstand, in dem er an der Verteidigung Warschaus teilnahm. Nach der Niederschlagung des Aufstands verließ er die Armee und arbeitete als Geometrielehrer in der Privatschule seines Vaters.

### Napoleonische Zeit
1798 trat Hauke als Artillerist in die polnische Legion ein, die in Italien auf Seiten der französischen Republik kämpfte. Bei der Verteidigung Mantuas geriet er in österreichische Gefangenschaft. 1806 trat er in die Armee des von Napoleon Bonaparte begründeten Herzogtums Warschau ein und wurde am 20. Dezember 1806 zum Oberst und am 27. Dezember 1807 zum Brigadegeneral befördert. Er diente als stellvertretender Kommandeur der 3. Legion (Division), befehligte 1809 eine Brigade unter General Józef Zajączek und war 1813 Kommandant der Festung Zamość. Hier zeichnete er sich dadurch aus, dass er die Festung lange erfolgreich verteidigte und sogar Notmünzen, die bekannten Notmünzen von Zamość, prägen ließ, als die Nahrungsreserven nicht mehr zur Verfügung standen. Schließlich konnte er eine ehrenvolle Kapitulation aushandeln. Während dieser Zeit wurde er am 3. Februar 1813 zum Generalmajor befördert. Mit der Armee des Herzogtums Warschau kämpfte er in Österreich, Italien, Deutschland und Spanien und diente kurzfristig als Stabschef.

### Kongresspolen
Ab dem 22. Januar 1815 diente er in der Armee Kongresspolens und wurde dort Generalquartiermeister, Chef der Artillerie- und Pioniertruppen, Staatsrat, Generaldirektor der Regierungskriegskommission und stellvertretender Kriegsminister. Nach dem Rücktritt des Kriegsministers General Józef Wielhorski im Jahre 1816 leitete er das Kriegsministerium. In Anerkennung seiner dem russischen Statthalter in Polen, Großfürst Konstantin, geleisteten treuen Dienste wurde er am 3. September 1826 zum General der Artillerie befördert und erhielt zusammen mit seinen Brüdern Josef (1790–1837) und Ludwig August (1779–1861) den erblichen polnischen Adel mit dem Wappen Bosak. 1829 erhob Zar Nikolaus I. ihn in den Grafenstand und machte ihn zum Mitglied des polnischen Senats. 1830 wurde auch sein Bruder Josef zum Grafen erhoben.
Hauke, ein entschiedener Gegner des Novemberaufstands von 1830, wurde am 29. November 1830 in Warschau vor den Augen seiner Frau Sophie und seiner jüngeren Kinder, darunter Julia und Sophie Salomea, von Aufständischen getötet, als er auf dem Weg von seiner Dienstwohnung im Sächsischen Palais zum Statthalterpalast neben der Kutsche herritt, in der sich seine Familienmitglieder befanden. Kurz vor dem Statthalterpalast trafen sie auf eine Gruppe von Kadetten, die ihn erkannten und ihm zuriefen: „General, führe uns!“ Als Hauke ihnen stattdessen eine Strafpredigt hielt, den Aufstand eine Dummheit nannte und sie aufforderte, in ihre  Kasernen zurückzukehren, fielen Schüsse. Hauke wurde von 19 Kugeln getroffen und war auf der Stelle tot. Er ist zusammen mit seiner Frau und seinen Brüdern in der Krypta der Warschauer Kapuzinerkirche begraben.
Nikolaus I. ließ 1841 vor dem Sächsischen Palais einen riesigen Obelisken errichten, der Hauke und fünf anderen polnischen Generalen gewidmet war, die „ihrem Monarchen treu blieben“. Der Obelisk, ein Hassobjekt der Bevölkerung Warschaus, wurde 1917 abgebrochen.
Haukes Witwe starb 1831 und die Töchter wurden Mündel des Zaren. Die drei Töchter Sophie, Emilie und Julia wurden Hofdamen der Zarin Maria Alexandrowna, einer geborenen Prinzessin von Hessen-Darmstadt. Seine drei ältesten Söhne teilten die zarentreuen Ansichten ihres Vaters nicht und nahmen am Novemberaufstand teil.

## Familie und Nachkommenschaft
Haukes Frau Sophie Lafontaine (1790–1831) war eine Tochter des Militärarztes Franz Leopold Lafontaine, Chefchirurg der Armee des Herzogtums Warschau, der aus Biberach an der Riß stammte und um 1780 nach Polen übergesiedelt war.
Das Ehepaar hatte elf Kinder:
- Moritz-Napoleon, geb. 1808, Leutnant der Artillerie im kongresspolnischen Heer, war Teilnehmer des Novemberaufstandes. Nach der Niederlage des Aufstandes emigrierte er in die USA und starb 1852 in New Orleans.
- Emilie und Leopold, Zwillinge, 1811–1812.
- Władysław, 1812–1852, polnischer Leutnant, Teilnehmer des Aufstandes von 1830, danach Beamter in Suwałki, später im Jahre 1848 Soldat in der Legion des Adam Mickiewicz, starb in New Orleans.
- Moritz Leopold Josef (1814–1831) schloss sich ebenfalls dem Novemberaufstand an und fiel am 18. Mai 1831 in der Schlacht bei Ostrołęka.
- Sophie, 1816–1863, Schriftstellerin, heiratete ihren Vetter General Alexander Graf Hauke.
- Vinzent, 1817–1863, Major der russischen Kürassiere, starb in Leubus (Schlesien).
- Konstantin, 1819–1840, russischer Husaren-Offizier, ertrank während einer Übung.
- Emilie Elfriede Luise Hauke, 1821–1890, heiratete am 30. Januar 1843 den baltischen Baron Karl August von Stackelberg, (* 1816; † 1888) Gutsbesitzer von Lilienbach bei Narva. Aus der Ehe gingen mehrere Kinder hervor, darunter:
  - Alexander Nikolai Georg von Stackelberg (1853–1903), verheiratet mit Anastasia Charlotte Annette von Korff (1852–1926); sie hatten eine Tochter:
    - Anna Elfriede Louise von Stackelberg (* 11. Januar 1880; gest. 6. Juli 1945), verheiratet mit Ernst Gustav von Lerchenfeld, Freiherr von Lerchenfeld (* 26. Juli 1871; gest. 6. Januar 1944); ihre Tochter war
      - Nina Magdalena Elisabeth Lydia Herta Schenk Gräfin von Stauffenberg, geb. Freiin von Lerchenfeld (1913–2006);

  - Nikolai Georg Karl Friedrich von Stackelberg (1862–1942).
- Julia (1825–1895); sie heiratete am 28. Oktober 1851 den Prinzen Alexander von Hessen-Darmstadt in morganatischer Ehe und wurde von dessen Bruder, Großherzog Ludwig III. von Hessen und bei Rhein, 1851 zur Gräfin von Battenberg und am 16. Dezember 1858 zur Fürstin von Battenberg mit dem Prädikat „Durchlaucht“ erhoben. Sie wurde die Begründerin des Hauses Battenberg-Mountbatten und ist die Urgroßmutter von Philip, Duke of Edinburgh, Prinzgemahl von Königin Elisabeth II. und Ururgroßmutter von Charles III.
- Alexander, 1828–1829

## Auszeichnungen
- Orden der Ehrenlegion, 1807
- Orden Virtuti Militari, Ritterkreuz (3. Klasse, äußerst selten verliehen), 1808
- Sankt-Stanislaus-Orden 1. Klasse, 1814
- Russischer Orden der Heiligen Anna, 1. Klasse 1815
- Russischer Orden der Heiligen Anna 1. Klasse mit Brillanten, 1818
- Alexander-Newski-Orden, 1820
- Orden des Weißen Adlers, 1829